# Opera Software
Opera Software es una empresa de software noruega, principalmente conocida por su navegador web Opera de escritorio y navegador web móvil Opera Mini.
En múltiples plataformas, los navegadores Opera tienen más de 350 millones de usuarios en todo el mundo. Opera Software también está involucrado en la promoción de estándares Web a través de su participación en el World Wide Web Consortium. 
La compañía tiene su sede central en Oslo, Noruega y cotiza en la Bolsa de Valores de Oslo. La compañía también tiene oficinas en Suecia, Polonia, Japón, Corea del Sur, Australia, Rusia, Ucrania, Estados Unidos, Islandia, Singapur, Taiwán y la República Popular China. La visión de Opera es "ofrecer la mejor experiencia de Internet en cualquier dispositivo".
El 10 de febrero de 2016, un grupo de inversores chinos ofreció 1200 millones de dólares estadounidenses (8,31 dólares por acción) para comprar la empresa, aunque el acuerdo, según se informa, no cumplió con la aprobación regulatoria. El 18 de julio de 2016 Opera anunció que había vendido sus aplicaciones de navegador, privacidad y rendimiento, y su nombre a Golden Brick Capital Private Equity Fund I Limited Partnership (un consorcio de inversores chinos, entre ellos Qihoo 360) se comunicó por un importe de 600 millones de USD. La transacción de venta del negocio de consumo de Opera fue aprobada el 31 de octubre de 2016 por el Comité de Inversiones Extranjeras en los Estados Unidos. El 4 de noviembre de 2016, Golden Brick Capital Private Equity Fund I L. P. completó la adquisición.

## Historia
Opera Software fue fundada como empresa independiente en Noruega el 30 de agosto de 1995 por Jon Stephenson von Tetzchner y Geir Ivarsøy. La empresa fue creada para continuar lo que originalmente era un proyecto de investigación en Telenor, la mayor empresa noruega de telecomunicaciones. El nombre completo de la compañía es "Opera Software ASA". ASA significa Allmennaksjeselskap, que en noruego significa corporación).
Hasta este punto, el navegador Opera era software de prueba y tenía que ser comprado después de finalizado el periodo de prueba, sin embargo, esto terminó con la versión 5.0, lanzada en el año 2000. En vez de eso, Opera se convirtió en un patrocinador publicitario, mostrando anuncios a usuarios sin licencia, lo que comúnmente se criticó como una barrera para ganar cuota de mercado. En las versiones más recientes, el usuario podía elegir entre banners gráficos genéricos o anuncios dirigidos basados en texto proporcionados por Google según la página que se visualizaba.
En un intento por capitalizar el mercado emergente de los dispositivos de mano conectados a Internet, en 1998 se inició un proyecto para adaptar el navegador Opera a más plataformas. Opera 4.0, lanzado en 2000, incluyó un nuevo núcleo multiplataforma que facilitó la creación de ediciones de Opera para múltiples sistemas operativos y plataformas.
Opera Software realizó una oferta inicial de acciones en febrero de 2004, y fue incluida en la Bolsa de Oslo el 11 de marzo de 2004.
El 12 de enero de 2005, Opera Software anunció que ofrecería licencias gratuitas a las instituciones de educación superior - un cambio del costo anterior de $1,000 USD por licencias ilimitadas. Las escuelas que optaron por la licencia gratuita incluyeron el Massachusetts Institute of Technology (MIT), la Universidad de Harvard, la Universidad de Oxford, el Georgia Institute of Technology y la Universidad de Duke.
La introducción en agosto de 2005 de Opera Mini, un navegador web para teléfonos móviles basado en Java ME y dirigido no a los usuarios finales sino a los operadores de telefonía posiblemente marque un nuevo rumbo en la obtención de ingresos directos, haciendo a la compañía depender menos del software gratuito financiado con publicidad.
Con la versión 8.5 (liberada el 20 de septiembre de 2005), Opera anunció que eliminaría los paneles publicitarios de su navegador, que sería a partir de entonces completamente gratuito. Aunque anteriormente el navegador era de descarga y uso gratuito, mostraba publicidad a no ser que el usuario pagase por una licencia. Este movimiento se hizo con la esperanza de que animaría a más usuarios a pasarse a este navegador.
En 2012, Opera Software y Bharti Airtel firmaron un acuerdo para proporcionar los navegadores Opera Mini a los clientes móviles de Airtel.
En 2013, Opera Software decidió dejar de utilizar su motor de renderizado Presto para la versión de escritorio. A partir de la versión 15 en el navegador se estaría utilizando el motor de renderizado Blink, una bifurcación de Webkit desarrollado junto con Google.
En marzo de 2015 Mobile World Congress en Barcelona, Opera ganó el premio Global Mobile Award al Mejor Producto, Iniciativa o Servicio Móvil en Mercados Emergentes para Web Pass Opera y Web Pass Patrocinados.
En abril, Opera Software decidió centrar el desarrollo del navegador Opera Desktop en Polonia. El 12 de abril, Opera TV AS se estableció como parte del 2015 separando el negocio relacionado con Opera Software ASA TV de Opera TV y todos los demás activos de Opera Software ASA, ambos se convirtieron en subsidiarias de Opera Software ASA.
El 20 de diciembre de 2016, Opera TV AS ha sido vendido a Moore Frères & Company.
En enero de 2017 la empresa lanzó Opera Neon, un nuevo concepto de navegador que pretende explorar alternativas de diseño de navegador. El navegador está construido en la parte superior del motor Blink y está disponible para Windows y macOS.

## Adquisiciones
El 20 de enero de 2010 Opera Software anunció que había adquirido AdMarvel, Inc.
El 30 de abril de 2010, Opera Software adquirió el proveedor australiano de correo electrónico FastMail. En septiembre de 2013, el personal de FastMail compró la empresa de nuevo de Opera Software.
El 19 de septiembre de 2011 Opera Software anunció que había adquirido la plataforma de aplicaciones móviles Handster, la tienda de aplicaciones independiente para Android, con el fin de reforzar las ofertas de Opera Mobile Store a los consumidores, operadores móviles y fabricantes de teléfonos móviles.
El 15 de febrero de 2013, Opera Software anunció que había adquirido Skyfire por 155 millones de dólares. Opera se centró principalmente en la empresa por sus tecnologías de optimización de vídeo, como su plataforma Rocket Optimizer, que complementaría sus propias tecnologías de optimización de contenido.
El 4 de junio de 2014, Opera Software anunció que adquiriría AdColony para reforzar sus capacidades de publicidad en vídeo móvil. Opera pagó $75 millones en efectivo por AdColony, más pagos potenciales de ganancias de hasta $275 millones.
En marzo de 2015, Opera Software adquirió la compañía canadiense de VPN, SurfEasy y más tarde integró la empresa SurfEasy VPN en Opera como un servicio gratuito e ilimitado para sus usuarios.

## Problemas legales
El 18 de mayo de 2004, Opera Software estableció una demanda legal:
Opera Software ASA ha iniciado acciones legales contra una corporación internacional, resultando en el pago a Opera de 12.75 millones de dólares USA netos. La otra parte no es cliente de Opera y el acuerdo no afectará a los beneficios futuros. La cantidad será anotada en el segundo cuarto.
Los detalles del acuerdo son confidenciales.
Existe la suposición generalizada de que la corporación internacional a la que se refiere la nota es Microsoft empresa de la que se informó que impedía a los usuarios de Opera visualizar correctamente MSN.com.
En 2007, Opera presentó una denuncia contra Microsoft en la Comisión Europea, alegando que la vinculación de Internet Explorer con Microsoft Windows es perjudicial tanto para el consumidor como para otras empresas de navegación web. La denuncia dio lugar a la creación de BrowserChoice.eu.